# Cynaeda hilgerti
Cynaeda hilgerti là một loài bướm đêm trong họ Crambidae.